# Oliver Twist (mini-série)
Oliver Twist est une minisérie britannique, adaptée du roman éponyme de Charles Dickens, par Coky Giedroyc. Découpée en cinq épisodes, elle a été diffusée entre le 18 et le 22 décembre 2007 sur BBC One.
En France, découpée en deux parties, elle a été diffusée le 13 février 2014 et le 20 février 2014 sur Arte. Elle reste inédite dans les autres pays francophones.

## Synopsis
La série suit les aventures d'Oliver Twist, un orphelin dans les rues de Londres durant l'époque victorienne.

## Distribution
Acteurs principaux
- William Miller (en) (VF : Lewis Weill) : Oliver Twist
- Timothy Spall (VF : Michel Papineschi) : Fagin
- Edward Fox (VF : Michel Paulin) : M. Brownlow
- Julian Rhind-Tutt (VF : Guillaume Orsat) : Edward Monks
- Tom Hardy (VF : Boris Rehlinger) : Bill Sikes
- Sophie Okonedo (VF : Annie Milon) : Nancy
- Morven Christie (VF : Céline Mauge) : Rose Maylie
- Sarah Lancashire (VF : Josiane Pinson) : Mme Corney
- Adam Arnold (VF : Thomas Sagols) : « l'Arsouille », l'astucieux pickpocket de Fagin
- Connor Catchpole : Pearly

Acteurs secondaires
- Nicola Walker (VF : Françoise Cadol) : Sally
- Rob Brydon (VF : Lionel Tua) : le juge
- Paul Chahidi (VF : Gabriel Le Doze) : The Quack
- Reece Dos-Santos : Stick
- Vincent Franklin (en) : M. Limbkins
- Mariah Gale (en) : Agnes
- Adam Gillen (en) (VF : Gwenaël Sommier) : Noah Claypole
- Michelle Gomez (VF : Blanche Ravalec) : Mme Sowerberry
- Jordan Grehs : Ginge
- Callum Higgins : Spike
- Jordan Long (VF : Bruno Raina) : Geezer
- Helena Lymbery : Molly
- Oliver Murray : Muzzer
- Anton Saunders : Chancer
- John Sessions : M. Sowerberry
- Edward Tudor-Pole (VF : Yves Barsacq) : M. Slipsby
- Ruby Bentall : Charlotte
- Gregor Fisher : M. Bumble
- Anna Massey : Mme Bedwin
- Nigel Cooke (VF : Bruno Raina) : le docteur
- Steven O'Neill (VF : Yves Barsacq) : M. Fang, le greffier

- Version française
  - Société de doublage : Nice Fellow[1]
  - Adaptation des dialogues : Sophie Deschaumes

 Source et légende : version française (VF) sur RS Doublage et selon le carton du doublage français télévisuel.

## Épisodes
1. Episode 1 - 60 minutes
2. Episode 2 - 30 minutes
3. Episode 3 - 30 minutes
4. Episode 4 - 30 minutes
5. Episode 5 - 30 minutes